# مبخرة
المِبْخَرة أو المِدْخَن هي إناء مصنوع لحرق البخور أو العطر بشكله الصلب. تتنوع تنوعاً كبيراً في الحجم والشكل ومواد التصنيع، وقد استخدمت منذ العصور القديمة في جميع أنحاء العالم. في العديد من الثقافات، يكون لحرق البخور دلالات روحانية ودينية، وهذا يؤثر على تصميم وزخرفة المبخرة.

## صور

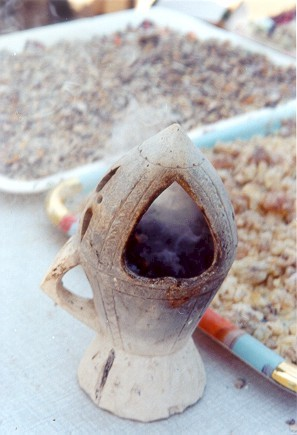
مبخرة صومالية
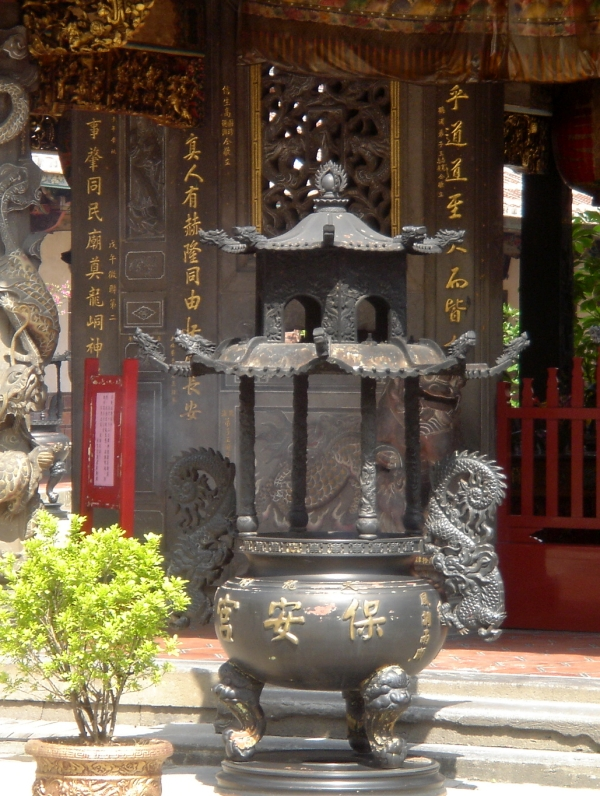
مبخرة تايوانية
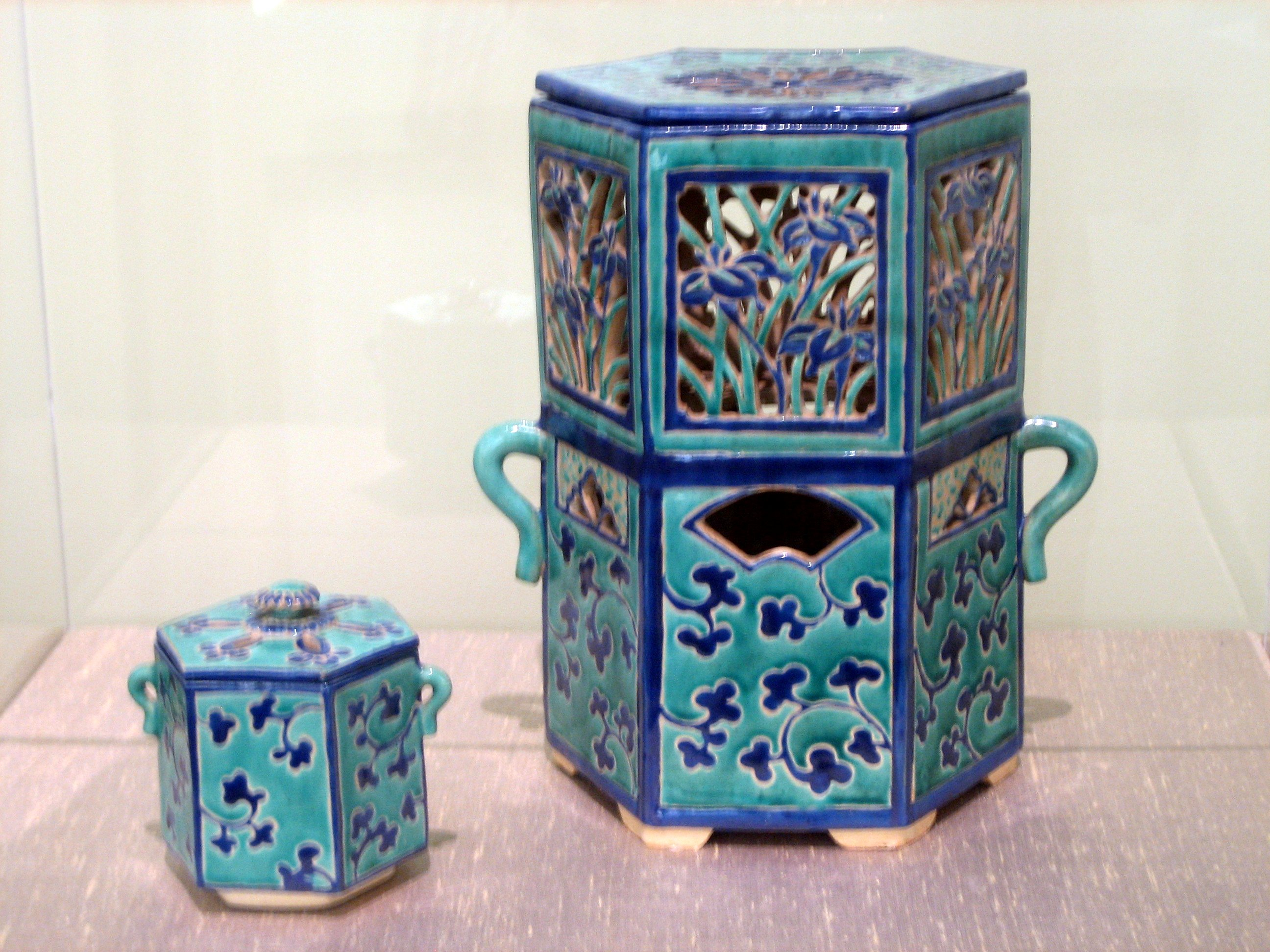
مبخرة يابانية
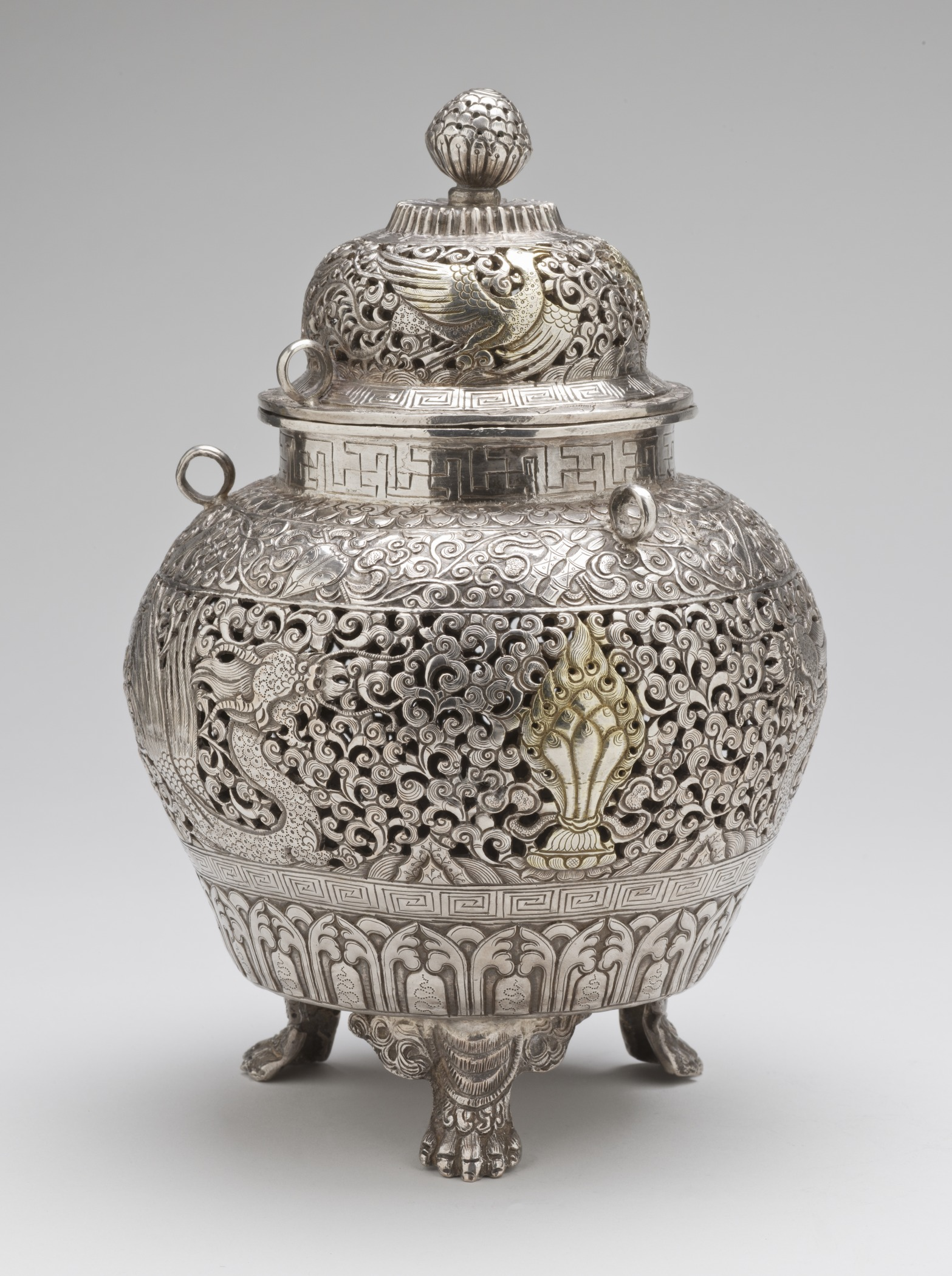
مبخرة من التيبت